# Alessandro Pinarello
Pour les articles homonymes, voir Pinarello.
Alessandro Pinarello (né le 12 juillet 2003 à Conegliano) est un coureur cycliste italien.

## Biographie
Alessandro Pinarello est originaire de Conegliano, une commune située en Vénétie. Il grandit à Giavera del Montello avec son père Michele,  chef d'atelier d'une entreprise de camions, et sa mère Patrizia, employée dans une entreprise de caillebotis techniques. Il a également une sœur, Martina, qui exerce le métier de monitrice. Alors qu'il est âgé de neuf ans, il s'inscrit au Velo Clun San Vendemiano et participe à ses premières courses cyclistes.
En 2019, il remporte six courses. Il intègre ensuite le club Borgo Molino Rinascita Ormelle, basé à Trévise. Bon grimpeur, il s'illustre lors de la saison 2021 en étant l'un des meilleurs juniors italiens. Il remporte notamment le Tour du Frioul juniors ainsi que le Trofeo Buffoni, course de niveau international. Il termine par ailleurs troisième du Giro della Lunigiana. La même année, il est sélectionné en équipe nationale pour les championnats d'Europe de Florence, où il termine trentième de la course en ligne. 
Il passe professionnel en 2022 au sein de la formation Bardiani CSF Faizanè. Comme d'autres jeunes coureurs de l'équipe, il bénéficie d'un calendrier aménagé qui est majoritairement composé d'épreuves espoirs (moins de 23 ans). Il se classe ainsi sixième du Giro del Belvedere, septième du Piccolo Giro di Lombardia ou encore dixième du Grand Prix Industrie del Marmo. 
En 2023, il finit troisième du Gran Premio Palio del Recioto et du Gran Premio della Liberazione, sixième du Trofeo Piva, du Trophée de la ville de San Vendemiano et du Tour Alsace, ou encore dixième de la Carpathian Couriers Race. Il termine aussi deuxième du Tour d'Antalya en février 2024. 

## Palmarès et résultats

### Palmarès par année
- 2021
  -  Champion d'Italie du contre-la-montre par équipes juniors
  - Trofeo Buffoni
  - 3e du Giro della Lunigiana
- 2023
  - 3e du Gran Premio Palio del Recioto
  - 3e du Gran Premio della Liberazione
- 2024
  - Gran Premio Palio del Recioto
  - 2e du Tour d'Antalya
  - 2e du Trofeo Piva
  - 3e de la Ruota d'Oro

### Résultats sur les grands tours

#### Tour d'Italie
1 participation
- 2025 : non-partant (6e étape)

### Classements mondiaux
| Année                                 | 2022  | 2023 | 2024 |
| ------------------------------------- | ----- | ---- | ---- |
| Classement mondial                    | 1881e | 917e | 327e |
| UCI Europe Tour                       | 1212e | nc   | nc   |
|                                       |       |      |      |
| Légende : nc = non classéSource : UCI |       |      |      |